# Amt Jänschwalde
Das Amt Jänschwalde war ein 1992 gebildetes Amt im Land Brandenburg, in dem sich vier Gemeinden im damaligen Kreis Guben (heute Landkreis Spree-Neiße, Brandenburg) zu einem Verwaltungsverbund zusammengeschlossen hatten. Sitz der Amtsverwaltung war in der Gemeinde Jänschwalde. Das Amt Jänschwalde wurde 2003 aufgelöst. Es hatte Ende 2002 2522 Einwohner.

## Geographische Lage
Das Amt Jänschwalde grenzte im Norden an das Amt Schenkendöbern, im Osten an die Republik Polen, im Süden an die Stadt Forst und im Südwesten und Westen an das Amt Peitz.

## Geschichte
Der Minister des Innern des Landes Brandenburg erteilte am 22. Dezember 1992 seine Zustimmung zur Bildung des Amtes Jänschwalde. Als Zeitpunkt des Zustandekommens des Amtes wurde der 28. Dezember 1992 festgelegt. Die Zustimmung galt zunächst befristet bis zum 28. Dezember 1994. Das Amt hatte seinen Sitz in der Gemeinde Jänschwalde und bestand aus vier Gemeinden im damaligen Kreis Guben:
1. Drewitz
2. Grießen
3. Horno
4. Jänschwalde

Zum Zeitpunkt seiner Gründung hatte das Amt noch 3390 Einwohner. Die Befristung wurde ab 12. September 1994 aufgehoben. Zum 26. Oktober 2003 wurde per Gesetz aus den Gemeinden Grießen, Drewitz und Jänschwalde die neue Gemeinde Jänschwalde gebildet. Das Amt Jänschwalde wurde aufgelöst und die neue Gemeinde Jänschwalde dem Amt Peitz zugeordnet.

## Amtsdirektor
Am 23. Januar 2003 ging Werner Petrick nach acht Jahren Dienst in den Ruhestand. Letzter (stellvertretender) Amtsdirektor war Klaus Richter.

## Belege
1. 1 2  
Beitrag zur Statistik Landesbetrieb für Datenverarbeitung und Statistik Historisches Gemeindeverzeichnis des Landes Brandenburg 1875 bis 2005 19.13 Landkreis Spree-Neiße PDF
2. ↑  
Bildung des Amtes Jänschwalde. Bekanntmachung des Ministers des Innern vom 2. Dezember 1992. Amtsblatt für Brandenburg - Gemeinsames Ministerialblatt für das Land Brandenburg, 4. Jahrgang, Nummer 8, 25. Januar 1993, S. 158.
3. ↑  
Aufhebung der Befristung von Ämtern. Bekanntmachung des Ministers des Innern vom 20. September 1994. Amtsblatt für Brandenburg - Gemeinsames Ministerialblatt für das Land Brandenburg, 5. Jahrgang, Nummer 71, 7. Oktober 1994, S. 1446.
4. ↑  
Sechstes Gesetz zur landesweiten Gemeindegebietsreform betreffend die Landkreise Dahme-Spreewald, Elbe-Elster, Oberspreewald-Lausitz, Oder-Spree und Spree-Neiße (6.GemGebRefGBbg) vom 24. März 2003, Gesetz- und Verordnungsblatt für das Land Brandenburg, I (Gesetze), 2003, Nr. 05, S. 93
5. ↑  
Thomas Engelhardt: Machtwechsel in Jänschwalde Lausitzer Rundschau vom 24. Januar 2003
6. ↑  
Ansprechpartner im Amt Jänschwalde Lausitzer Rundschau vom 3. Mai 2003